# Brandon Halsey
Brandon Halsey (ur. 16 września 1986 w Huntington Beach) – amerykański zawodnik mieszanych sztuk walki (MMA), mistrz Bellator MMA z 2014.

## Przeszłość sportowa
Pochodzący z San Diego, w Kalifornii, Halsey rozpoczął swoją karierę w sportach walki w młodym wieku jako zapaśnik i judoka. Ojciec Halseya uprawiał zapasy na UCLA, a jego dwaj bracia również rywalizowali na uczelniach NCAA Division I. Halsey uczęszczał do Rancho Buena Vista High School, gdzie rywalizował w zapasach i osiągał doskonałe wyniki. Zdobył mistrzostwo stanu CIF i zakończył z najlepszym ogólnym rekordem w historii szkoły z 150-16 i 80 szpilkami. Halsey występował również w piłce nożnej jako linebacker i zdobył wyróżnienie pierwszej drużyny All-San Diego County. Halsey początkowo uczęszczał do Fresno State University, przenosząc się na California State University w Bakersfield na drugim roku po tym, jak Fresno State zrezygnowało z programu zapaśniczego. Halsey odnosił sukcesy w CSUB, zajmując 7. miejsce w NCAA Division 1 National Championships i zdobywając wyróżnienie NCAA Division 1 All-American. Halsey specjalizował się w zapasach w stylu ludowym.

## Kariera MMA

### Wczesna kariera
21 stycznia 2012 zawodowo zadebiutował w MMA.
2 lutego tego samego roku na gali King of the Cage pokonał Shoniego Cartera jednogłośnie na punkty.

### Bellator MMA
Na początku 2013 związał się z Bellator MMA, debiutując dla niej 7 marca 2013 w walce z Rockym Ramirezem którego poddał w trzeciej rundzie. 11 kwietnia 2014 wziął udział w czteroosobowym turnieju wagi średniej Bellator gdzie w walce półfinałowej pokonał jednogłośnie na punkty Joe Pacheco. W finale 25 lipca 2014 poddał Bretta Coopera dźwignią na łokieć w pierwszej rundzie. W nagrodę za zwycięstwo w turnieju otrzymał m.in. możliwość walki o mistrzostwo.
26 września 2014 na gali Bellator 126 pokonał ówczesnego mistrza Rosjanina Aleksandra Szlemienko, błyskawicznie poddając go duszeniem zza pleców w 35 sekundzie pierwszej rundy, zostając tym samym mistrzem wagi średniej. 15 maja 2015 miał się zmierzyć w pierwszej obronie pasa z Kendallem Grove jednak w związku z niewypełnieniem limitu wagowego przez Halseya, został ukarany odebraniem pasa. Mimo to walka odbyła się i ostatecznie Halsey zwyciężył przez techniczny nokaut w czwartej rundzie.
23 października 2015 podczas Bellator 144 zmierzył się o odebrane mu wcześniej mistrzostwo z Brazylijczykiem Rafaelem Carvalho. Halsey przegrał pojedynek przez TKO w drugiej rundzie po kopnięciu w korpus. 17 lipca 2016 przegrał przed czasem drugi pojedynek z rzędu z Johnem Salterem. Po tej przegranej został zwolniony z organizacji.

### M-1 Global
W 2017 związał się z rosyjską organizacją M-1 Global, tocząc rewanżowy pojedynek z Aleksandrem Szlemienko, który szybko przegrał, bo już w 25 sekundzie pierwszej rundy. 24 września 2017 na M-1 Challenge 83 wypunktował Michaiła Ragozina.

## Życie prywatne
Halsey potwierdził narodziny pierwszego dziecka, córki Savannah Rose, w czerwcu 2015 r.

## Osiągnięcia

### Mieszane sztuki walki
- 2014: Bellator Season Ten Middleweight Tournament – 1. miejsce w turnieju wagi średniej
- 2014–2015: mistrz Bellator MMA w wadze średniej

### Zapasy
- 2004: CIF State Wrestling Championships – 1. miejsce
- 2009: NCAA Division I All–American – 7. miejsce